# ジャパン・イーマーケット
株式会社ジャパン・イーマーケットは日本の企業。平成25年3月に解散。

## 会社概要
- 会社名：株式会社ジャパン・イーマーケット（略称 JeM）
- 所在地：東京都豊島区南大塚2-26-15 南大塚ビル5階
- 資本金：15億円
- 株主：東京電力、関西電力、中部電力、三菱商事、三井物産、東芝、日立製作所、日本ユニシス、三菱重工業、東北電力、北陸電力、中国電力、三菱電機、四国電力、九州電力、沖縄電力
- 代表取締役：戸塚　慎一（社長）

## 設立・営業開始・解散の時期
ジャパン・イーマーケットは東京電力、関西電力、中部電力、三菱商事、三井物産が発起人となり平成12年12月14日に設立、平成13年3月26日に営業開始した、企業間電子商取引市場（B2B eMP）の運営会社。
平成25年3月31日をもって全てのサービスを終了し、会社を解散した。

## 提供していたサービス内容
会員制の企業間電子商取引サービスを買手企業（バイヤー会員）と売手企業（サプライヤー会員）に提供していた。
- リバースオークション（逆オークション）サービス

発足当初は電力会社がバイヤー会員としてリバースオークションサービスを利用していたが、2010年9月現在では首都高速道路や阪神高速道路などの高速道路会社、小田急電鉄や西武鉄道などの鉄道会社、立教大学などの学校法人、京葉ガスや産業革新機構、内閣府、総務省など電力会社以外の幅広い業種もサービスを利用していた。
- 電子カタログ購買サービス（ビズネット、トラスコ中山）
- CSMコンサルティングサービス